# Coca-Cola (podjetje)
Podjetje Coca-Cola (angl. The Coca-Cola Company) je mednarodna korporacija, ki je najbolj znana po proizvodnji brezalkoholnih, gaziranih, osvežilnih pijač, kot so Coca-Cola, Fanta in Sprite. Njen sedež je v Atlanti, ZDA. Ustanovljena je bila leta 1892. 
Podjetje bo novembra 2006 v sodelovanju s podjetjem Nestle na trg poslalo novo znamko pijače envira, ki naj bi pospeševala delovanje metabolizma, s katerega pospešitvijo naj bi uporabnik ob zaužitju treh pločevnik porabil 100 kalorij. Envira ni prvi izdelek s takimi učinki, je pa poskus podjetja, da se na trgu predstavi kot »ozaveščeno podjetje« in s tem izboljša svoj, že tako nizek ugled, še zlasti po priznanju podjetja Coca-Cola, da so ustekleničeno vodo dasani polnili kar iz pipe.